# Leptogaster trimucronotata
Leptogaster trimucronotata là một loài ruồi trong họ Asilidae. Leptogaster trimucronotata được Hermann miêu tả năm 1917. Loài này phân bố ở miền Ấn Độ - Mã Lai và Cổ Bắc giớil.